# Get Your Dream
《Get Your Dream》은 TOKIO의 34번째 싱글 앨범이다.

## 설명
- TBS의 2006년 FIFA 월드컵 중계 방송의 주제곡으로 타이업 되었다. 멤버 고쿠분 타이치나 마츠오카 마사히로는 “모두 어깨동무하고, 함께 합창하는 하기에 기분 좋은 곡”이라고 설명하였다.
- 본래는 통상반·첫회반A·B형식로 3가지 타입으로 발매 계획이었으나, 갑작스럽게 첫회반 C 발매를 결정하여 총 4개의 타입으로 발매되었다.
- TOKIO의 라이브하우스 (live house) 투어 제목의 서브타이틀로 사용되었다. 「TOKIO Special GIGs 2006∼Get Your Dream∼」

## 발매타입
- 통상반
- 첫회반 A
- 첫회반 B
- 첫회반 C (중도 결정)

## 수록곡

### 통상반
1. Get Your Dream
  - 작사 : TAKESHI / 작곡 : TSUKASA / 편곡 : KAZZ
2. Parasitic Plants
  - 작사·작곡 :코다 맛쿠스 / 편곡 : KAM
3. Symphonic (Live version)
  - 작사·작곡 : HIKARI
4. 君を想うとき (Live version)
  - 작사 : 와타나베 나츠미 / 작곡 : 와타나베 미키
5. Get Your Dream (Backing Track)

### 첫회반 A
1. Get Your Dream
2. Symphonic (Live version)

- 특전 DVD: 「Get Your Dream」Video Clip & Making

### 첫회반 B
1. Get Your Dream
2. 君を想うとき (Live version)
3. Get Your Dream (Backing Track)

- 특전DVD: 「Get Your Dream」Recording

### 첫회반 C
1. Get Your Dream
2. Get Your Dream (Backing Track)

- 특전 : 〈TOKIO Special GIGs 2006〉 초대 캠페인 응모 추첨